# Approksimation
En approksimation er en tilnærmelse.
En approksimation går hyppigst ud på at man erstatter komplicerede eller avancerede led med led, der er nemmere at regne med; således kan de første led i en funktions Taylorudvikling bruges i nabolaget af det udvidede punkt, eller man kan erstatte en irrational konstant med en brøk (fx erstatte {\displaystyle \pi } med {\displaystyle {\frac {355}{113}}}).
| Matematik | Spire Denne artikel om matematik er en spire som bør udbygges. Du er velkommen til at hjælpe Wikipedia ved at udvide den. |